# Bergtóra Høgnadóttir Joensen
Bergtóra Høgnadóttir Joensen (1971. február 15.) feröeri szociális tanácsadó és politikus, a Tjóðveldi tagja.

## Pályafutása
Szociális tanácsadói végzettsége van. Korábban pszichiátrián és bűnözők visszailleszkedését segítő tanácsadóként is dolgozott, majd az Eik Banki HR-eseként helyezkedett el.
Politikai pályafutását 2008-ban kezdte, amikor a Løgting tagjává választották, és Annita á Fríðriksmørk távollétében egy ideig pártja frakcióját is vezette.

## Magánélete
Szülei Karin Kjølbro és Høgni Debes Joensen. Élettársával, Ragnar Dammal és két gyermekükkel Hoyvíkban él.

## Fordítás
- Ez a szócikk részben vagy egészben a Bergtóra Høgnadóttir Joensen című norvég Wikipédia-szócikk ezen változatának fordításán alapul.  Az eredeti cikk szerkesztőit annak laptörténete sorolja fel. Ez a jelzés csupán a megfogalmazás eredetét és a szerzői jogokat jelzi, nem szolgál a cikkben szereplő információk forrásmegjelöléseként.

## Külső hivatkozások
- Profil Archiválva 2016. március 7-i dátummal a Wayback Machine-ben, Løgting (feröeri)
- Profil, Tjóðveldi (feröeri)